# Miranda-Mortágua
Miranda – Mortágua ( código UCI MIR ) é uma equipa de ciclismo masculina portuguesa que se dedica ao desenvolvimento júnior. A equipe foi fundada pelo ex-ciclista profissional Pedro Silva. 

## História
O Velo Clube do Centro foi fundado em 1999 como Mortágua Clube duas Rodas . Com sede em Mortágua, o clube conseguiu vários campeonatos nacionais em diversas categorias. 
Para a temporada de 2018, a Federação Portuguesa de Ciclismo atribuiu três novas licenças para equipas de desenvolvimento, a equipa foi promovida para UCI Continental com patrocínio da Miranda e Irmão, uma empresa de componentes para bicicletas baseada em Águeda, e do município de Mortágua desde o início. 